# Francesco De Marchi (pallavolista)
Francesco De Marchi (Padova, 17 giugno 1986) è un pallavolista italiano.
Gioca nel ruolo di schiacciatore gioca per la hrk Motta di Livenza.

## Palmarès

### Club
- Campionato tedesco: 1

2015-16
- Coppa di Germania: 1

2015-16
- Coppa Italia di Serie A2: 1

2008-09
- Coppa CEV: 1

2015-16

### Nazionale (competizioni minori)
- Giochi del Mediterraneo 2009